# Wenedyk
Wenedyk (lęgwa wenedka) este o limbă artificială de tip naturalistic, creată de Jan van Steenbergen în anul 2002. Este folosit în ficționala Republică a Celor Două Coroane (bazată pe Republica Celor Două Națiuni) în istorie alternativă Ill Bethisad. Oficial, wenedyk este un descendent al latinii vulgare cu influență puternică a limbilor slave, bazat pe premisă că Imperiul Roman a cucerit teritorii unde trăiau strămoșii polonezilor. Mai puțin oficial, este o încercare de a prezenta modul în care limba poloneză ar fi arătat dacă ar fi fost o limbă romanică. Astfel, termenul alternativ în poloneză poate fi fie włoskopolski (încorporând termenul włoski, care însemna valah dar astăzi înseamnă italian) fie polsko-romański (literalmente poloneză romanică).
Idee pentru limbă a fost inspirată prin limbile artificiale precum brithenig, breathanach și kerno, care au o relație similară cu limbi celtice ca wenedyk cu poloneză. Limba în sine este bazată totalmente pe latina vulgară și poloneză: toate schimbările fonetice, morfologice și sintactice care au cauzat dezvoltarea limbii poloneze din slavă comună sunt aplicate latinei vulgare.
Pe internet, wenedyk este bine cunoscută ca exemplu al genului limbilor alternative, precum și brithenig sau breathanach. El are un rol în istorie alternativă Ill Bethisad, unde este folosită ca una din limbile oficiale ale Republicii Celor Două Coroane. În 2005 a fost reformată datorită unei înțelegeri mai profunde a schimbărilor fonetice și gramatice atât în latină cât și în limbi slave.
Dicționarul wenedyk online are aproximativ 3.000 de cuvinte.
Wenedyk a primit puțină atenție în Polonia, incluzând câteva articole pe internet și articol în jurnalul științific „Wiedza i Życie”.